# On (film)
On (hiszp. Él) – meksykański dramat filmowy z 1953 roku w reżyserii Luisa Buñuela. Scenariusz powstał na podstawie powieści hiszpańskiej pisarki Mercedes Pinto. Zdjęcia kręcono w mieście Meksyk oraz w stanie Guanajuato.

## Fabuła
Don Francisco spotyka przypadkiem młodą ładną dziewczynę. Odtąd próbuje ją odnaleźć – klasyczna miłość od pierwszego wejrzenia. Sam jest mężczyzną majętnym, zadbanym. Jego jedynym problemem zdaje się być toczący się proces sądowy, w którym próbuje odzyskać ziemie jemu, jego zdaniem, należne. Śledząc nieznajomą dziewczynę stwierdza, że jest ona narzeczoną jego znajomego inżyniera Raula Conde. Zaprasza ich oboje na wizytę do siebie. Przy tej okazji wygłasza przy stole płomienną mowę o miłości, twierdząc, że jedyna prawdziwa to ta od pierwszego wejrzenia. Udaje mu się ożenić z wybranką – Glorią. Dalszą część opowieści poznajemy na podstawie relacji kobiety. Jakiś czas później spotyka przypadkiem Raula, jest wyraźnie przerażona, opowiada, co stało się po ślubie. Mąż okazuje się szalenie zazdrosny, na początku zarzuca jej, że się całowała i obejmowała w okresie narzeczeństwa z Raulem, wcześniej też pewnie znała innych mężczyzn. Sprawy eskalują, gdy w czasie podróży poślubnej spotykają znajomego Glorii Ricarda Lujana. Mężczyzna ma nienaganne maniery, zachowuje się nienarzucająco. Już to wydaje się Franciscowi podejrzane, wydaje mu się, że ich śledzi. Wybuch śmiechu mężczyzny, gdy ten rozmawia z kelnerem interpretuje jako śmiech z niego. Gdy okazuje się, że Ricardo zatrzymał się w tym samym hotel, zaczyna się z nim bić: „Ja ci pokażę, jak okazywać szacunek mojej żonie”. Już w domu Francisco izoluje swoją żonę od całego świata, od jej matki, od znajomych. W dzień jej urodzin urządza w domu bankiet, najważniejszym dla niego gościem jest adwokat, w którym pokłada nadzieję, że mu pomoże wygrać proces sądowy. Namawia żonę, by nie zostawiała gościa samego, by mu podała kieliszek... Gdy ta tańczy z adwokatem, wzbudza to niezadowolenie w mężu, wścieka się, gdy wychodzi z adwokatem na przechadzkę po ogrodzie. Okazuje się również, że perspektywy wygrania procesu wcale nie są takie różowe, jak to się zdaje Franciscowi. Życie kobiety utrudniają ciągłe sceny zazdrości, zostaje również pobita przez męża za rzekomą niewierność. Ricardo zdaje się mieć duży wpływ na ludzi i dar przekonywania. Teściowej przedstawia się jako dobry, kochający mąż, być może nieco zazdrosny. Ta jest prędzej gotowa doszukiwać się błędów po stronie córki. Gloria nie znajduje też pomocy w przyjacielu Francisca ojcu Valesce. Po powrocie do domu czeka na nią Francisco z rewolwerem. Zarzuca Glorii, że mówiła o prywatnych sprawach z ojcem Valescą. Padają trzy strzały z bliskiej odległości, Gloria pada na ziemię. Żyje, mąż użył ślepych naboi, upadła z przerażenia, przez tydzień dochodzi do siebie. Francisco zabiera Glorię na wysoką dzwonnicę. Pokazuje ludzi chodzących poniżej – gdyby był bogiem, wszystkich ich by zniszczył. Następnie chwyta Glorię za szyję, dusi, przechyla przez barierę, sycąc się poczuciem przewagi, mówi, że mógłby ją za wszystko ukarać, a nikt by mu nie przeszkodził. Dziewczyna uwalnia się, zbiega z wieży spotyka Raula.
Dalsza część filmu ma znowu formę narracji bezpośredniej. Raul radzi Glorii, by poszła do psychiatry i opowiedziała o swoim mężu oraz skonsultowała się adwokatem, co do jej praw jako żony. Zapewnia też o swojej przyjaźni oferując pomoc. Odwozi kobietę do jej domu. Francisco przez okno widzi wracającą samochodem z Raulem swoją żonę. Po wejściu do domu Gloria oznajmia, że go opuści. Francisco radzi się wiernego służącego Pabla, jak ma dalej postępować. Sam uważa, że powinien zabić żonę, Pablo sugeruje rozwód. Francisco i Gloria żyją jeszcze jakiś czas razem, Gloria pomaga napisać ważny list Franciscowi – a raczej Francisco raz ją o to prosi, raz przerywa jej, twierdząc, że go to upokarza, bo to on musi to zrobić. Waha się między poczuciem bezradności, rozpaczy, upokorzenia by przejść do zazdrości. W czasie rozmowy Gloria mówi, że ciągle kocha Francisca.
Którejś nocy Gloria budzi się, czując że jest wiązana przez Francisca. Jej krzyk stawia służbę na nogi, Francisco ucieka z jej pokoju. Gloria ucieka z domu. Francisco próbuje ją odnaleźć. Gdzie spojrzy zdaje mu się, że śmieją się z niego przypadkowi ludzie, już chce strzelać do swojej żony i Raula, gdy się okazuje, że to wcale nie oni siedzą w ławce przed nim. Zdaje mu się, że nawet jego bliski przyjaciel ojciec Valesco śmieje się z niego. Rzuca się na niego w kościele, zostaje obezwładniony.
Mija wiele lat. Raul i Gloria odwiedzają zakon, w którym żyje Francisco. Towarzyszy im chłopiec, który ma na imię Francisco. Raul na pytanie jednego z zakonników, czy to jego syn odpowiada wymijająco. Sam Don Francisco widział, odwiedzających jedynie z daleka, przez okno. Postać chłopca interpretuje jako dowód zdrady swojej żony. A więc nie był wcale taki szalony, jak twierdzono – rozumuje.
Zaburzenia urojeniowe głównego bohatera mają charakter zespołu Otella.

## Obsada
- Arturo de Córdova – Francisco Galván de Montemayor
- Delia Garcés – Gloria Vilalta
- Aurora Walker – pani Esperanza Vilalta
- Carlos Martínez Baena – ojciec Velasco
- Manuel Dondé – kamerdyner Pablo
- Rafael Banquells – Ricardo Luján
- Fernando Casanova – prawnik Beltrán
- Luis Beristáin – inżynier Raúl Conde
- José Pidal – przeor
- Roberto Meyer – absolwent[2]